# Klymene (Okeanide)
Klymene (altgriechisch Κλυμένη Klyménē, lateinisch Clymene) ist eine Okeanide der griechischen Mythologie, eine Tochter des Okeanos und der Tethys. Teilweise wird sie mit Asia gleichgesetzt.
Mit dem Titanen Iapetos ist sie die Mutter von Prometheus, Atlas, Epimetheus und Menoitios. Nach einer anderen Version soll sie die Ehefrau des Prometheus sein.
Sie war mit Merops verheiratet, mit dem sie ihre Kinder Phaeton und die Heliaden aufzog, deren Vater der Gott Helios war. Gelegentlich wird sie auch als Merope (und Phaetons Vater in diesem Zusammenhang als Clymenus) bezeichnet.